# تومي دوهرتي
تومي دوهرتي (بالإنجليزية: Tommy Doherty)‏ هو لاعب كرة قدم بريطاني، ولد في 17 مارس 1979 في برستل في المملكة المتحدة. شارك مع منتخب إيرلندا الشمالية لكرة القدم من الدرجة الثانية ‏ ومنتخب أيرلندا الشمالية لكرة القدم. أما مع النوادي، فقد لعب مع برادفورد سيتي وكوينز بارك رينجرز ونادي إكزتر سيتي ونادي بريستول سيتي ونادي فيرينتسفاروشي وويكمب وندررز ونيوبورت كونتي ويوفل تاون.

## وصلات خارجية
- تومي دوهرتي على موقع قاعدة بيانات كرة القدم.إي يو (الإنجليزية)
- تومي دوهرتي على موقع Soccerbase.com (لاعب) (الإنجليزية)